# ピティナ・ピアノコンペティション
ピティナ・ピアノコンペティションとは、一般社団法人全日本ピアノ指導者協会（PTNA、ピティナ）の主催により開催されるピアノコンクール。

## 概要
1977年より毎年開催されており、近年では日本全国からの予選参加者が主催者発表によると約45,000組にのぼる。コンクールは5月下旬から各地で予選が行われ、8月下旬に第一生命ホールなどで全国決勝大会を行う。特級のファイナルではピアノコンチェルトを新日本フィルハーモニー交響楽団と共に演奏し、聴衆による投票で聴衆賞が授与される。2018年度からは、特級のファイナルがサントリーホールにて行われる。特級グランプリには文部科学大臣賞が授与される。

## 歴史
- 1977年 - 第1回PTNAヤングピアニスト・コンペティションを開催。後にピティナ・コンペティションに改名。
- 1990年 - シニア部門を設置。後にグランミューズ部門に改名。
- 1991年 - 新課題曲作品賞を創設
- 1994年 - 参加者が2万人を突破
- 1996年 - コンチェルト部門を設置
- 2002年 - 聴衆賞を導入し、特級の決勝大会来場者による投票を開始する
- 2003年 - 全部門参加者が3万人を突破
- 2008年 - 全部門参加者が4万人を突破
- 2018年 - 特級ファイナルをサントリーホールで開催

## 開催部門

### ソロ部門
幼児から大人まで年齢に応じて11段階（A2、A1、B、C、D、E、F、Jr.G、G、グランミューズG、特）からなる部門。参加した級の合格ラインに達していれば合格証書が授与される。

### デュオ部門
連弾や2台のピアノによる演奏。年齢、形式に応じて8段階（連弾プレ初級、連弾初級、連弾中級A・B、連弾上級、2台ピアノ初級、2台ピアノ中級、2台ピアノ上級）からなる部門。

### グランミューズ部門
中学生以上のピアノ愛好者が対象。A1、A2、B1、B2、C、Y、J、D（デュオ）の各カテゴリがある。

## 特級グランプリ受賞
- 1990年　該当者なし
- 1991年　村上巌
- 1992年　佐藤美香
- 1993年　樋口あゆ子
- 1994年　春原恵子
- 1995年
  - 第1 弓削田優子
  - 第2 小杉真二
- 1996年　加藤真弓
- 1997年　伊賀あゆみ
- 1998年　西川潤子
- 1999年　海野春絵
- 2000年　佐多真由子
- 2001年　佐藤展子
- 2002年　田村響
- 2003年　関本昌平
- 2004年　後藤正孝
- 2005年　金子一朗
- 2006年　前山仁美
- 2007年　尾崎有飛
- 2008年　佐藤圭奈
- 2009年　仲田みずほ
- 2010年　梅村知世
- 2011年　阪田知樹
- 2012年　菅原望
- 2013年　浦山瑠衣
- 2014年　山﨑亮汰
- 2015年　篠永紗也子
- 2016年　尾崎未空
- 2017年　片山柊
- 2018年　角野隼斗
- 2019年　亀井聖矢
- 2020年　尾城杏奈[3]
- 2021年　野村友里愛
- 2022年　北村明日人
- 2023年　鈴木愛美
- 2024年　南杏佳